# AVRO KunstQuest
AVRO KunstQuest is een televisieprogramma waarin twee teams van twee kinderen een speurtocht doen onder leiding van Renate Schutte.
De eerste uitzending was in 2006.
De speurtocht heeft te maken met een bepaalde kunstenaar. De bedoeling is om tijdens de speurtocht zo veel mogelijk letters te verzamelen en daarmee een woord te maken dat met de kunstenaar te maken heeft. Als het woord goed is, kan het team de KunstQuest-kluis openen. Deze kluis is beschilderd door Hugo Kaagman.
In de oude opzet van het programma gingen twee kinderen onder leiding van acteur Achmed Akkabi op zoek naar het verleden van een kunstenaar om daar letters te verzamelen die ze nodig hadden om aan het eind de kluis te openen.

## Behandelde kunstenaars
De volgende kunstenaars werden behandeld:

### Serie 1
- Frans Hals (Woord: St BAVO)
- George Hendrik Breitner (Woord: NAAKT)
- Vincent van Gogh (Woord: NUENEN)
- Johannes Vermeer (Woord: PAREL)
- Hendrik Willem Mesdag (Woord: STRAND)
- Rembrandt van Rijn (Woord: SASKIA)

### Serie 2
- Jan van der Heyden (Woord: NICOLAAS)
- Peter Paul Rubens (Woord: STADHUIS)
- Maurits Cornelis Escher (Woord: TEKENING)
- Jeroen Bosch (Woord: DRIELUIK)
- Jopie Huisman (Woord: SCHOENEN)
- Pieter Cornelis Mondriaan (Woord: ABSTRACT)
- Daniël Marot (Woord: KONINGIN)

### Serie 3
- Pierre Cuypers (Woord: BAKSTEEN)
- Rachel Ruysch (Woord: KINDEREN)
- Johan Dijkstra (Woord: ZICHTERS)
- Pieter Saenredam (Woord: MEETLINT)
- Willem Marinus Dudok (Woord: RAADHUIS)
- Albert Cuyp (Woord: DAGMARKT)
- Herman Brood (Woord: TATOEAGE)
- Anton Pieck (Woord: KALENDER)
- Johannes Brinkman en Leendert van der Vlugt (Woord: MAQUETTE)
- Hendrick Avercamp (Woord: DOOFSTOM)
- Jan Steen (Woord: BROUWERIJ)
- Jan Voerman senior (Woord: BOERDERIJ)
- Pieter Brueghel de Oude (Woord: BRUILOFT)